# Sun Yue (volleybollspelare)
Sun Yue, född 31 mars 1973 i Nanjing, är en kinesisk före detta volleybollspelare. Hon blev olympisk silvermedaljör i volleyboll vid sommarspelen 1996 i Atlanta.